# SMS Drache
La SMS Drache è stata la prima nave corazzata realizzata per la Österreichische Kriegsmarine, che poi divenne Kriegsmarine.

## Costruzione
Realizzata nei cantieri dello Stabilimento Tecnico Triestino con scafo in legno, poi ricoperto con una corazzatura, a causa della concezione antiquata venne radiata dopo soli tredici anni di servizio.
Presentava tre alberi, per una velatura di 1.090 m², oltre ad un motore ausiliario a vapore. A prua era installato un ariete per gli speronamenti.
Inizialmente fu dotata di artiglierie a canna liscia ad avancarica. Nel 1867 furono sostituite con cannoni a canna rigata da 180mm.

## Storia
La Drache (che significa «drago»), partecipò nel 1866 alla Battaglia di Lissa, insieme con la gemella SMS Salamander. Nel corso della battaglia fu colpita da 17 salve italiane, di cui una decapitò il comandante Capitano di Vascello Heinrich Freiherr von Moll, perse l'albero maestro e rimase temporaneamente senza propulsione. Il comandante in seconda Karl Weyprecht riuscì comunque a riprendere il controllo della nave ed a riportarla in combattimento.
Tra il 1869 ed il 1872 fu riparata e rimodernata negli armamenti, ma già nel 1875 fu radiata dalla flotta.